# Makibishi

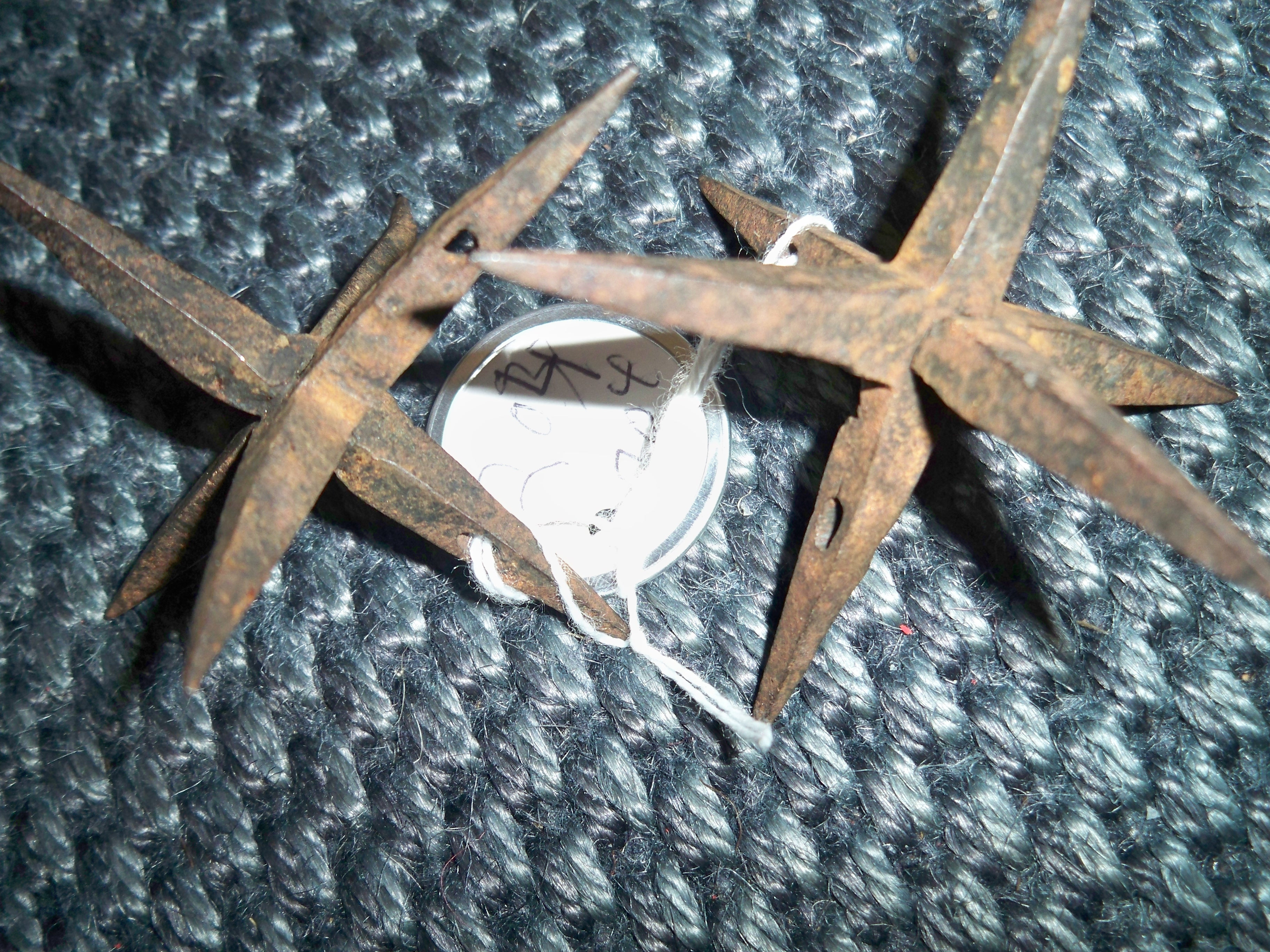
Clavos de hierro japoneses makibishi.

Makibishi (撒き菱 o 撒菱?) es un término utilizado en las artes marciales de Japón para referirse a un abrojo o a una fortificación espinosa.

## Descripción
Los makibishi eran objetos con puntas afiladas que, plantados o clavados en el piso, obligarían a vigilar el paso a un oponente con la amenaza de producir heridas en los pies. Los makibishi de hierro recibían el nombre de tetsubishi, mientras que aquellos hechos con las vainas de las semillas secas de los abrojos de agua eran llamados tennenbishi. Ambos tipos podían penetrar suelas de zapatos de la época, especialmente si se trataba de calzado sencillo como las sandalias waraji de paja.

## Uso
Los makibishi eran herramientas de fácil transporte y ocultación con la que sus usuarios, a menudo ninjas, podían frenar a perseguidores o distraer a adversarios. Resultaban especialmente útiles para persecuciones en el interior de edificios, ya que la costumbre japonesa de no llevar calzado en el ámbito doméstico ofrecía poca o ninguna protección ante estos objetos. También podían ser lanzados como los shuriken o los metsubushi, o usados contra un enemigo a caballo.
El makibishi se podía llevar en una bolsa unida a un cinturón junto con otras armas y/o herramientas, como los shuriken y el kaginawa.